# Kościół Zesłania Świętego Ducha w Bęczkowicach
Kościół Zesłania Świętego Ducha – rzymskokatolicki kościół parafialny należący do dekanatu gorzkowickiego archidiecezji częstochowskiej.  

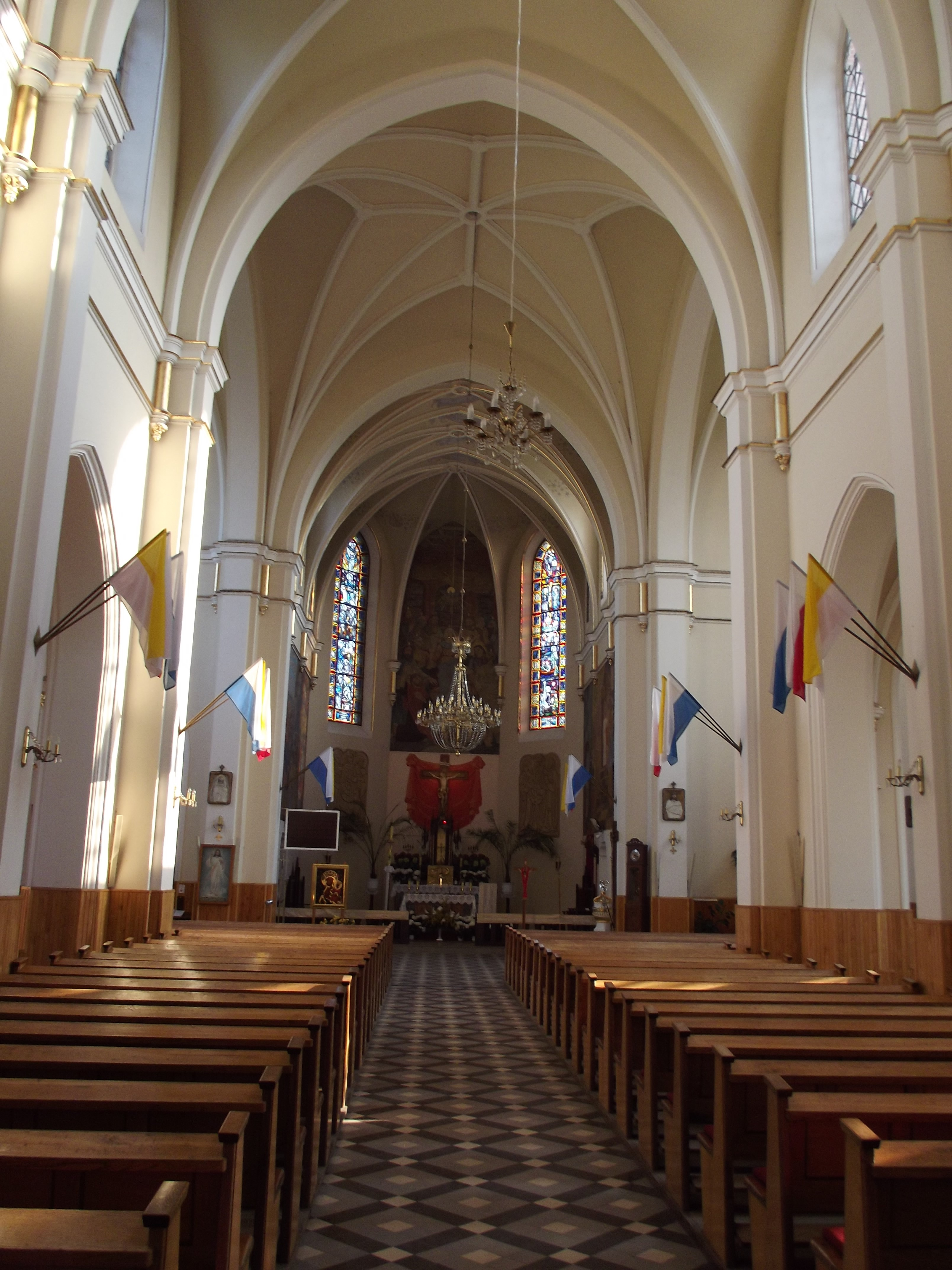
Bęczkowice wnętrze Kościoła p.w. Zesłania Ducha Świętego w Bęczkowicach

Kościół w stylu neogotyckim powstała w latach 1906–1912 według projektu Feliksa Nowickiego. W świątyni zachowało się starsze wyposażenie pochodzące ze starego kościoła, który spłonął. Kościół bazylikowy z nawą główną, transeptem i prezbiterium jednakowej wysokości 14,9 m., tworzącymi razem formę krzyża. Korpus trzynawowy, trzyprzęsłowy, prezbiterium flankowane od zachodu zakrystią, od wschodu kaplicą. Kościół z cegły na zaprawie cementowo-wapiennej, z kamiennym cokołem, tynkowany wewnątrz. 